# Opuntia sanguinea
Opuntia sanguinea ist eine Pflanzenart in der Gattung der Opuntien (Opuntia) aus der Familie der Kakteengewächse (Cactaceae). Das Artepitheton sanguinea stammt aus dem Lateinischen, bedeutet ‚blutrot‘ und verweist auf die Farbe der Blüten.

## Beschreibung
Opuntia sanguinea wächst strauchig mit zahlreichen aufsteigenden bis aufrechten Zweigen und bildet dichte Dickichte mit Wuchshöhen von 2 bis 3 Meter. Die breit lanzettlichen bis elliptischen, nicht leicht abfallenden Triebabschnitte sind an ihrer Spitze gerundet und an der Basis verschmälert. Sie sind 14 bis 19 Zentimeter lang und 5,5 bis 8 Zentimeter breit. Die Areolen stehen 2 bis 2,5 Zentimeter voneinander entfernt. Ihre gelben Glochiden sind 3 bis 4,5 Millimeter lang. Die ein bis zwei ungleichen, abwärts gebogenen Dornen sind bräunlich und 0,8 bis 3,5 Zentimeter lang.
Die blutroten Blüten erreichen Durchmesser von 3 bis 5 Zentimeter.

## Verbreitung, Systematik und Gefährdung
Opuntia sanguinea ist im Saint Thomas Parish von Jamaika verbreitet.
Die Erstbeschreibung durch George Richardson Proctor wurde 1982 veröffentlicht.
In der Roten Liste gefährdeter Arten der IUCN wird die Art als „Data Deficient (DD)“, d. h. mit keinen ausreichenden Daten geführt. Die zukünftige Entwicklung der Populationen ist unbekannt.

## Nachweise